# Neil Patrick Harris
Neil Patrick Harris (Albuquerque, 15 de junho de 1973) é um ator norte-americano que recebeu indicações aos prêmios Emmy e Globo de Ouro. É mais conhecido do público por seus papéis nas séries How I Met Your Mother, como Barney Stinson; Doogie Howser, M.D., como Doogie Howser; e  Dr. Horrible's Sing-Along Blog, como  Dr. Horrible.

## Biografia
Harris é um fã de mágica, e ele mesmo é um mágico como seu personagem em How I Met Your Mother. Ele atua no Conselho de Administração do Magic Castle de Hollywood, venceu o Tannen's Magic Louis Award em 2006 e apresentou o World Magic Awards em 11 de outubro de 2008. Além disso, Harris foi a celebridade convidado de honra para Top Chef Masters, que aconteceu no Magic Castle, e incluiu Burtka como seu parceiro convidado.
Harris declarou-se como gay publicamente em Novembro de 2006, dizendo: "Eu estou feliz em dissipar quaisquer rumores ou equívocos e estou muito orgulhoso de dizer que eu sou um homem gay muito contente vivendo minha vida ao máximo e se sentindo mais feliz de estar trabalhando com pessoas maravilhosas nos negócios que eu amo".
Harris participou do Emmy Awards em setembro de 2007 com seu noivo David Burtka, mais tarde confirmando o relacionamento. Em uma entrevista no The Ellen DeGeneres Show, Harris disse que seu relacionamento com Burtka começou em 2004. Em 14 de agosto de 2010, Harris anunciou que ele e Burtka estavam esperando gêmeos através de uma mãe de aluguel. O filho deles, Gideon Scott, e a filha Harper Grace, nasceram em 12 de outubro de 2010.
Após a aprovação da Lei de Igualdade no Casamento, em Nova York, em 24 de junho de 2011, Harris e Burtka anunciaram seu noivado através do Twitter, afirmando que haviam proposto um ao outro cinco anos antes, mas mantiveram o noivado em segredo até o casamento entre pessoas do mesmo sexo se tornar legal. Em 8 de setembro de 2014, Harris anunciou em sua página no Twitter que Burtka e ele se casaram no final de semana na Itália. Pamela Fryman , diretora de longa data de How I Met Your Mother , oficializou o casamento enquanto Elton John se apresentava na recepção.
Harris mora na cidade de Nova York, no bairro do Harlem em Manhattan.
Em 2010, Harris ganhou um prémio Emmy por sua performance como Bryan Ryan na série norte-americana Glee, no episódio "Dream On".
Em 2014 fez uma aparição no episódio 10 da 6.ª temporada de RuPaul's Drag Race como um jurado, junto de seu marido David Burtka.
Em 2015, foi o anfitrião do Oscar 2015.
Apresentou, também, vários musicais no Tony Award.

## Filmografia
| Ano  | Título                                                    | Papel               | Notas |
| ---- | --------------------------------------------------------- | ------------------- | ----- |
| 1988 | Clara's Heart                                             |                     |       |
| 1988 | Too Good to Be True                                       |                     |       |
| 1988 | Purple People Eater                                       |                     |       |
| 1989 | Cold Sassy Tree                                           |                     |       |
| 1989 | Home Fires Burning                                        |                     |       |
| 1991 | Stranger in the Family                                    |                     |       |
| 1993 | For Our Children: The Concert                             |                     |       |
| 1993 | A Family Torn Apart                                       |                     |       |
| 1994 | Snowbound: The Jim and Jennifer Stolpa Story              |                     |       |
| 1995 | The Man in the Attic                                      |                     |       |
| 1995 | Animal Room                                               |                     |       |
| 1995 | Not Our Son'                                              |                     |       |
| 1995 | My Antonia                                                |                     |       |
| 1995 | Legacy of Sin: The William Coit Story                     |                     |       |
| 1997 | Starship Troopers                                         |                     |       |
| 1998 | The Proposition                                           |                     |       |
| 1998 | The Christmas Wish                                        |                     |       |
| 1999 | Joan of Arc                                               |                     |       |
| 2000 | The Next Best Thing                                       |                     |       |
| 2001 | The Wedding Dress                                         |                     |       |
| 2001 | Sweeney Todd: The Demon Barber of Fleet Street in Concert |                     |       |
| 2002 | The Mesmerist                                             |                     |       |
| 2002 | Undercover Brother                                        |                     |       |
| 2004 | Harold & Kumar Go to White Castle                         |                     |       |
| 2005 | The Christmas Blessing                                    |                     |       |
| 2008 | Harold & Kumar Escape from Guantanamo Bay                 |                     |       |
| 2008 | Beyond All Boundaries                                     |                     |       |
| 2008 | Justice League: The New Frontier                          |                     |       |
| 2009 | Cloudy with a Chance of Meatballs                         |                     |       |
| 2010 | Cats & Dogs: The Revenge of Kitty Galore                  |                     |       |
| 2010 | The Best and the Brightest                                |                     |       |
| 2010 | Batman: Under the Red Hood                                |                     |       |
| 2011 | A Very Harold & Kumar 3D Christmas                        |                     |       |
| 2011 | The Smurfs                                                | Patrick Winslow     |       |
| 2011 | Beastly                                                   |                     |       |
| 2011 | The Muppets                                               |                     |       |
| 2013 | The Smurfs 2                                              | Patrick Winslow     |       |
| 2014 | Gone Girl                                                 |                     |       |
| 2014 | A Million Ways to Die in the West                         |                     |       |
| 2017 | Downsizing                                                | Jeff Lonowski       |       |
| 2021 | 8-Bit Christmas                                           | Jake Doyle (Adulto) |       |
| 2021 | Matrix Resurrections                                      | O Analista          |       |
| 2022 | The Unbearable Weight of Massive Talent                   | Richard Fink        |       |

| Ano       | Título                                        | Papel                                        | Notas |
| --------- | --------------------------------------------- | -------------------------------------------- | --- |
| 1989      | Hallmark Hall of Fame                         | Lonnie Tibbetts                              | Episódio: "Home Fires Burning" |
| 1989      | B.L. Stryker                                  | Buder Campbell                               | Episódio: "Blues for Buder" |
| 1989–1993 | Doogie Howser, M.D.                           | Douglas 'Doogie' Howser                      | 97 episódios Young Artist Award de melhor ator jovem estrelando série de televisão (1990–1992) Indicado—Globo de Ouro de melhor ator - série de televisão musical ou de comédia (1992) |
| 1991      | Blossom                                       | The 'Charming' Derek Slade                   | Episódio: "Blossom – A Rockumentary" |
| 1991      | The Simpsons                                  | ele próprio quando criança como Bart Simpson | Episódio: "Bart the Murderer" |
| 1992      | Roseanne                                      | Dr. Doogie Howser                            | Episódio: "Less Is More" |
| 1992      | Captain Planet and the Planeteers             | Todd Andrews                                 | Episódio: "A Formula for Hate" |
| 1993      | Quantum Leap                                  | Mike Hammond                                 | Episódio: Return of the Evil Leaper – October 8, 1956 |
| 1993      | Murder, She Wrote                             | Tommy Remsen                                 | Episódio: "Lone Witness" |
| 1992–1995 | Capitol Critters                              | Max                                          | 13 episódios |
| 1996      | The Outer Limits                              | Howie Morrison                               | Episódio: "From Within" |
| 1997      | Homicide: Life on the Street                  | Alan Schack                                  | Episódio: "Valentine's Day" |
| 1999–2000 | Stark Raving Mad                              | Henry McNeeley                               | 22 episódios |
| 2000      | Will & Grace                                  | Bill                                         | Episódio: "Girls, Interrupted" |
| 2001      | Static Shock                                  | Johnny Morrow                                | Voz Episódio: "Replay" |
| 2001      | Son of the Beach                              | Loverboy                                     | Episódio: "Queefer Madness" |
| 2001      | The Legend of Tarzan                          | Moyo                                         | Episódio: "Tarzan and the Challenger" |
| 2001      | Ed                                            | Joe Baxter                                   | Episódio: "Replacements" |
| 2002      | Touched by an Angel                           | Jonas                                        | Episódio: "The Princeless Bride" |
| 2002      | Justice League                                | Ray Thompson                                 | Episódio: "Legends: Part 1" Episódio: "Legends: Part 2" |
| 2003      | Boomtown                                      | Peter Corman                                 | Episódio: "Monster's Brawl" |
| 2003      | Spider-Man: The New Animated Series           | Peter Parker / Spider-Man                    | 13 episódios |
| 2004      | Law & Order: Criminal Intent                  | John Tagman                                  | Episódio: "Want" |
| 2005      | Numb3rs                                       | Ethan Burdick                                | Episódio: "Prime Suspect" |
| 2005      | Jack & Bobby                                  | Prof. Preston Phelps                         | Episódio: "Querida Grace" |
| 2005–2014 | How I Met Your Mother                         | Barney Stinson                               | Protagonista (208 episódios) Indicado—Globo de Ouro de melhor ator coadjuvante - série, minissérie ou filme para a televisão (2009–2010) Indicado—People's Choice Awards de ator favorito a roubar uma cena (2008) Indicado—Prêmio Emmy do Primetime para ator coadjuvante de destaque em série de comédia (2007–2010) Indicado—Satellite Award de melhor ator coadjuvante - série, minissérie ou filme para a televisão (2009) Indicado—Teen Choice Award de ator de televisão escolhido: comédia (2007–2008) Indicado—Television Critics Association Awards de melhor comediante (2009) |
| 2006      | Me, Eloise                                    |                                              | Voz Episódio: "Eloise Goes to School" |
| 2007-2009 | Family Guy                                    |                                              | Episódio: "No Chris Left Behind" Episódio: "Peter's Progress" |
| 2008      | Sesame Street                                 | The Fairy Shoeperson                         | Episódio: "Telly's New Shoes" |
| 2008      | Anytime with Bob Kushell                      | ele próprio                                  | Ator convidado |
| 2008      | Million Dollar Password                       | ele próprio                                  | Ator convidado |
| 2008      | Dr. Horrible's Sing-Along Blog                | Dr. Horrible                                 | |
| 2009      | Batman: The Brave and the Bold                | The Music Meister                            | Episódio: "Mayhem of the Music Meister!" |
| 2009      | Robot Chicken                                 | Diversos                                     | Episódio: "President Hu Forbids It" Episódio: "The Ramblings of Maurice" |
| 2009      | Carrie Underwood: An All-Star Holiday Special | Ace                                          | Voz |
| 2009      | Yes Virginia                                  | Dr. Philip O'Hanlon                          | Voz |
| 2010      | Glee                                          | Bryan Ryan                                   | Episódio: "Dream On" Prêmio Emmy do Primetime de ator convidado de destaque em série de comédia |
| 2010      | The Penguins of Madagascar                    | Dr. Blowhole                                 | Episódio: "Dr. Blowhole's Revenge" |
| 2011/2014 | Adventure Time                                | Prince Gumball                               | Episódios: 3x9 "Fiona and Cake" 5x11 "Bad Little Boy" 6x9 "The Prince Who Wanted Everything" 8x9 "Five Short Tables" |
| 2014      | American Horror Story: Freak Show             | Chester                                      | Episódios: ''Magical Thinking'' e "Show Stoppers" |
| 2015      | Oscar 2015                                    | Apresentador                                 | |
| 2017-2019 | Desventuras em Série                          | Conde Olaf                                   | 25 episódios |
| 2022      | Uncoupled                                     | Michael Lawson                               | Produtor executivo |